# ديل سميث (كاتب)
ديل سميث (بالإنجليزية: Dale Smith)‏ (1 نوفمبر 1976، ليستر في المملكة المتحدة)؛ كاتب وروائي بريطاني. درس في جامعة فيكتوريا في مانشستر.